# Golfo Paradiso
El golfo Paradiso (del ligur: Górfo Paradîzo) es un pequeño golfo italiano situado en la ribera oriental del golfo de Génova, en el mar de Liguria, en la región de Liguria.
La boca del golfo está orientada al sureste y tiene una anchura de unos 9,5 km. 
Comprende desde el cabo Punta del Buco, al sur, un cabo del promontorio que le separa del golfo de Tigullio y en el que se encuentra Portofino, hasta el valle de Fontanabuona, en el norte, en el municipio de Bogliasco, muy próximo a Génova.
Toda el área del golfo pertenece a la provincia de Génova y se halla al este de la capital regional, Génova.
Los siete municipios del área del golfo son: 
- Bogliasco
- Pieve Ligure
- Sori
- Recco
- Camogli

Además, otros dos municipios sin litoral pueden considerarse en el área de influencia del golfo: Avegno y Uscio.